# Liquidàmbar americà
El liquidàmbar(Liquidambar styraciflua), és un arbre caducifoli del gènere Liquidambar.

## Descripció
És un arbre de mida mitjana a gran, fins a 20 a 35 m (excepcionalment 41 m), amb un tronc de fins a 2 m de diàmetre. Les fulles són palmades i lobulades, de 7 a 19 cm (rarament de 25 cm) llargues i amples i amb un pecíol de 6 a 10 cm, lluint semblant als aurons. Tenen cinc lòbuls punxeguts, i són fàcilment distingibles dels aurons pel seu arranjament alternat, no en parells oposats; són de color verd fosc i atapeït, i en molts casos tornen en brillants taronges, vermells i púrpures a la tardor. Un petit percentatge d'arbres són sempre verds o semi decidus, amb colors tardorencs desapercebuts.
Les inflorescències d'ambdós sexes estan en diferents branques del mateix fust. El fruit és compost, pesat, sec, globós, de 2,5 a 4 cm en diàmetre i amb nombroses (20 a 50) càpsules. Cada càpsula té un parell d'espícules terminals, amb una o dues petites llavors.

## Distribució i hàbitat
És nadiu d'àrees temperades de l'est de Nord-amèrica, als Estats Units des del sud de Nova York a l'oest i sud de Missouri i l'est de Texas i el sud i centre de Florida, a Mèxic des del sud de Nou Lleó, sud de Chiapas; a Guatemala. A EUA es presenta en baixes i moderades altituds, mentre a Mèxic i Guatemala creix a altes altituds en les muntanyes on el clima es tempera.

## Cultiu i propagació

### Reproducció asexual
1. Brots o fillets. Es reprodueix gairebé exclusivament per via vegetativa. La seva capacitat per produir brots dura fins als 50 anys. Cada brot pot assolir una alçada de 1,4 m durant una estació de creixement i als 10 anys té l'aparença d'un arbre de 18 a 20 anys.
2. Cultiu de teixits. Amb la regeneració in vitro arrelen més fàcilment que amb estaques. Mitjançant aquesta tècnica es reprodueixen característiques desitjables com a adaptació a la contaminació, pluja àcida i alta concentració de CO₂ a l'atmosfera.
3. Estaques. Es propaga amb estaques de fusta suau parcialment madura. Es poden arrelar a l'estiu sota boira. Un pretractament amb hidròxid de sodi (NaOH) estimula la formació de soca-rel. Talls de tija (esqueixos).

### Reproducció sexual
Sembra directa. Les llavors es sembren al voleo en una quantitat de 210 a 260 per m².

## Usos

### Ús paisatgistic
És molt apreciada com a planta d'ornament en avingudes, parcs i jardins per la bellesa del seu fullatge que a la tardor es torna vermell-groguenc, escarlata, violaci. A més que fa ombra i refugi. Les llavors són menjades per aus, esquirols, cérvols cua blanca, etcètera. Els arbres proporcionen aliment durant l'hivern i refugi per a l'aparellament de gran varietat d'aus i mamífers.

### Ús medicinal
Es recomana usar-la contra la càries, per guarir ferides, protegir la pell contra la picada d'insectes. Per netejar vies respiratòries, vaporitzacions i infusions. Amb l'escorça es prepara un xarop per tractar la diarrea (astringent) i disenteria als nens. El bàlsam que raja del tronc es coneix com a estoraque americà. Se li atribueixen propietats, diürètiques i antigonorreiques. També es fa servir com a desinfectant.

## Sinonímia científica
- Liquidambar styraciflua L.
- Liquidambar barbata Stokes
- Liquidambar gummifera Salisbury
- Liquidambar macrophylla Oerst., 1863
- Liquidambar styraciflua var. mexicana Oerst., 1863[3]

## Etimologia
El nom genèric, liquidambre, deriva de la paraula llatina liquidus i la paraula àrab per a amber, que és el líquid balsàmic groguenc que es destil·la d'aquest vegetal.
Styraciflua és l'epítet compost de styrax i ciflua que significa "goma o cua de Styrax".

## Galeria

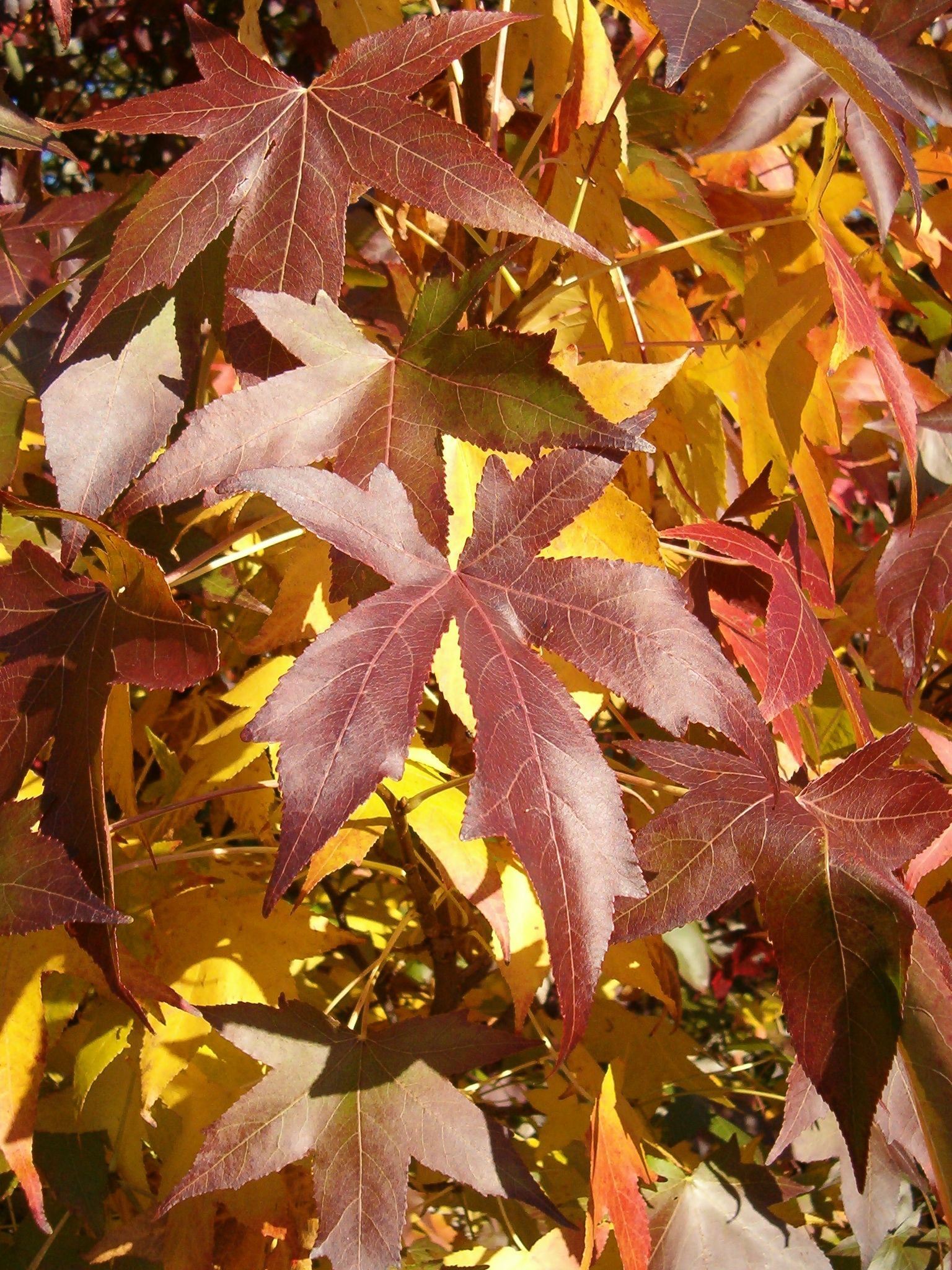
Fulles a la tardor
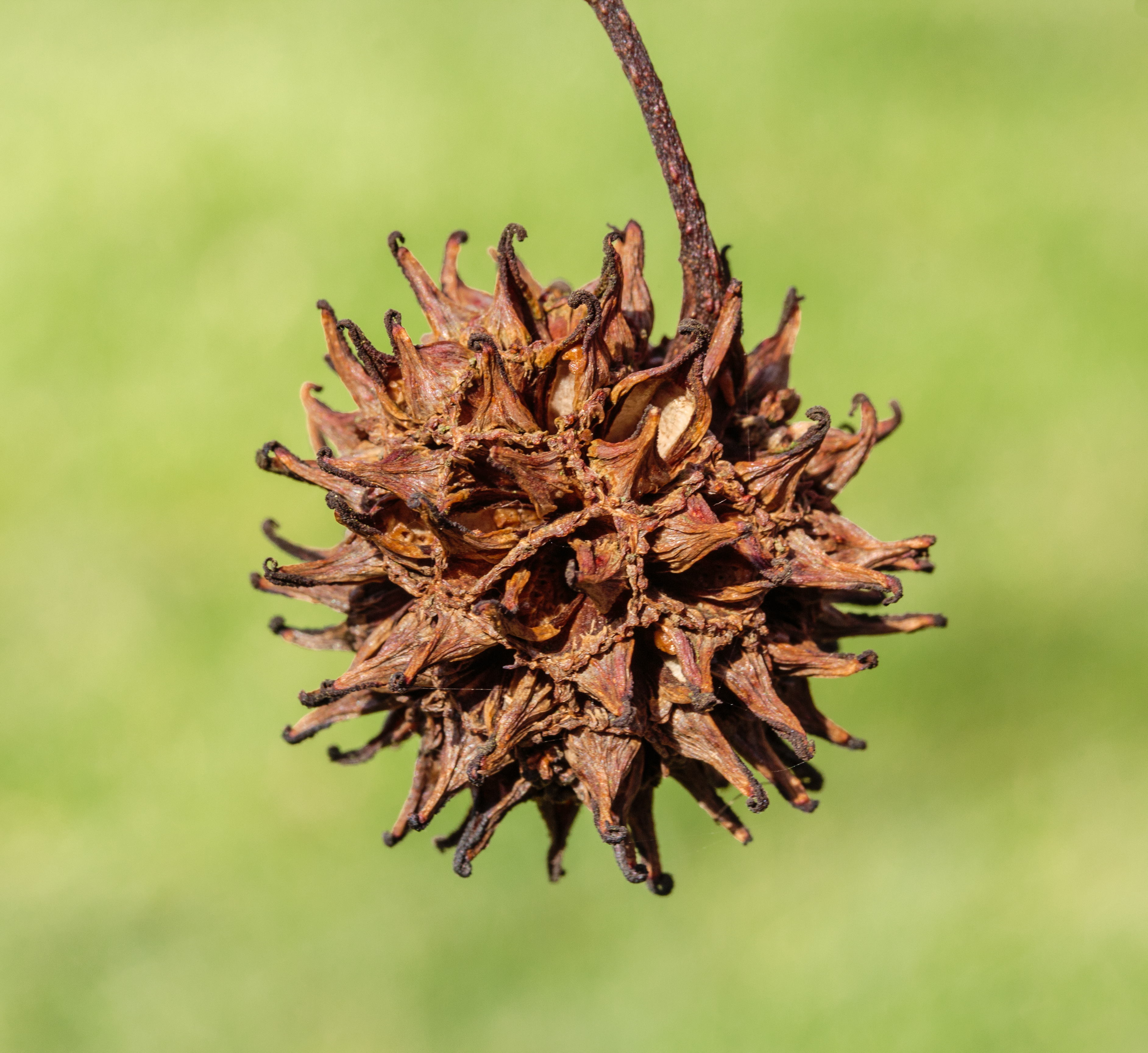
Fruit sec
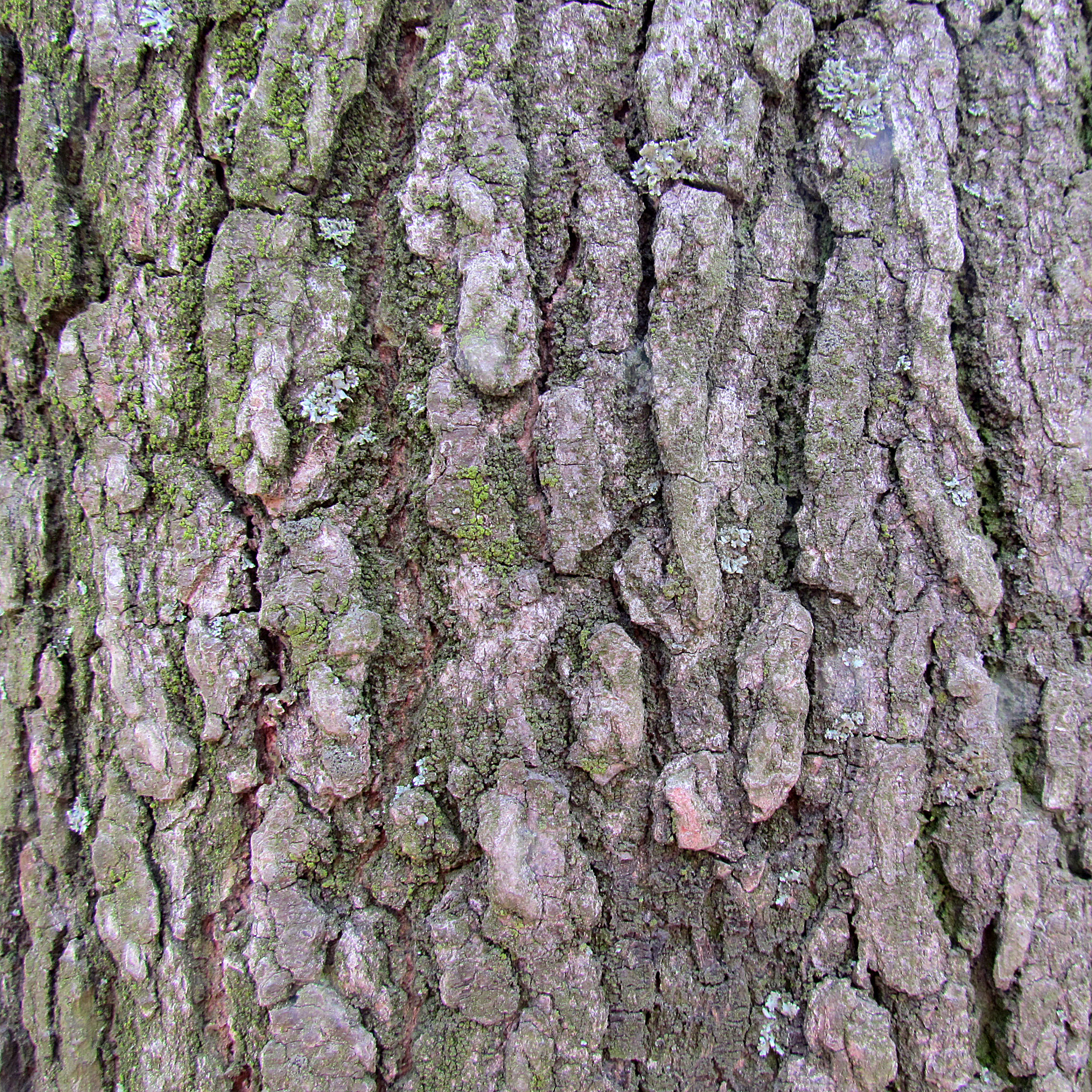
Escorça
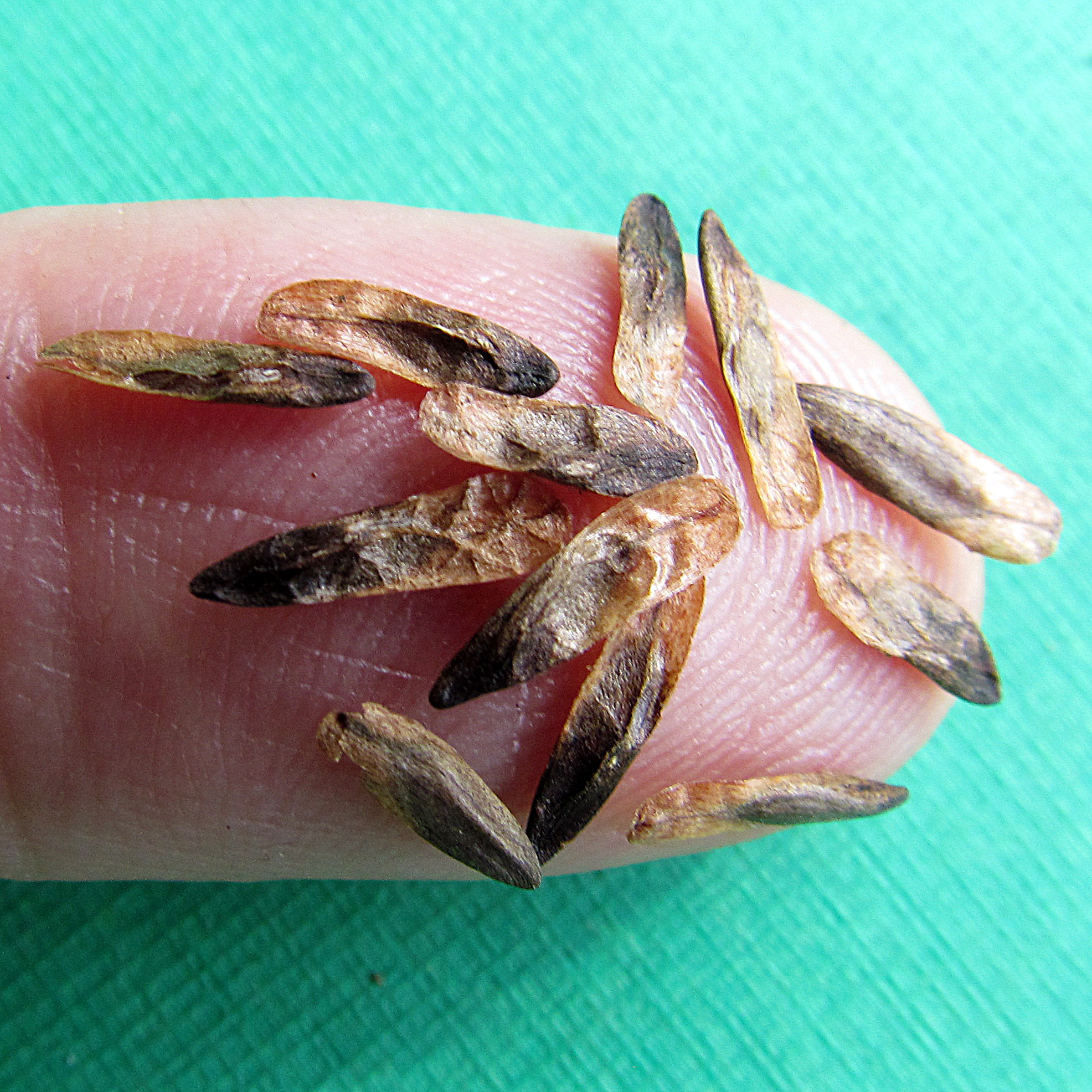
Llavors